# Julio César Arzú
Julio César Arzú (Tegucigalpa, 5 giugno 1954) è un allenatore di calcio ed ex calciatore honduregno, di ruolo portiere.

## Carriera
Proveniva dalla formazione honduregna del Real España.
A cavallo del biennio 1981-1982, con la sua Nazionale, prima vinse il Torneo Esagonale 1981 della CONCACAF (valido anche per la qualificazione al campionato del mondo 1982) contro Haiti, Canada, Messico, Panama ed El Salvador, poi, ai Mondiali 1982, con la Nazionale honduregna, opposta nel suo girone ai padroni di casa della Spagna, all'Irlanda del Nord e alla Jugoslavia, impose il pareggio per 1-1 agli spagnoli nella partita d'esordio, riportò analogo punteggio contro i nordirlandesi e cedette alla Jugoslavia all'89' su calcio di rigore tirato da Petrovic.
Per la stagione successiva fu ingaggiato dal Racing Santander.